# Ихшид
Ихшид (согд. xšyδ’ [xšēδ] «царь») — согдийский княжеский титул правителей Согдианы и Ферганы в доисламскую и раннеисламскую эпоху. Как предполагают, титул появился к середине VII века после перенесения столицы Согдианы в Самарканд как верховный титул правителя.

## Этимология
Титул имеет древнеиранское происхождение и восходит к древнеиранскому языку Авесты и возможно происходит от «xšaeta», «сияющий», «блестящий», или от др.-перс. «xšāyaθiya-», «правитель, царь» что также восходит и корень происхождение титула Шах.

## Описание

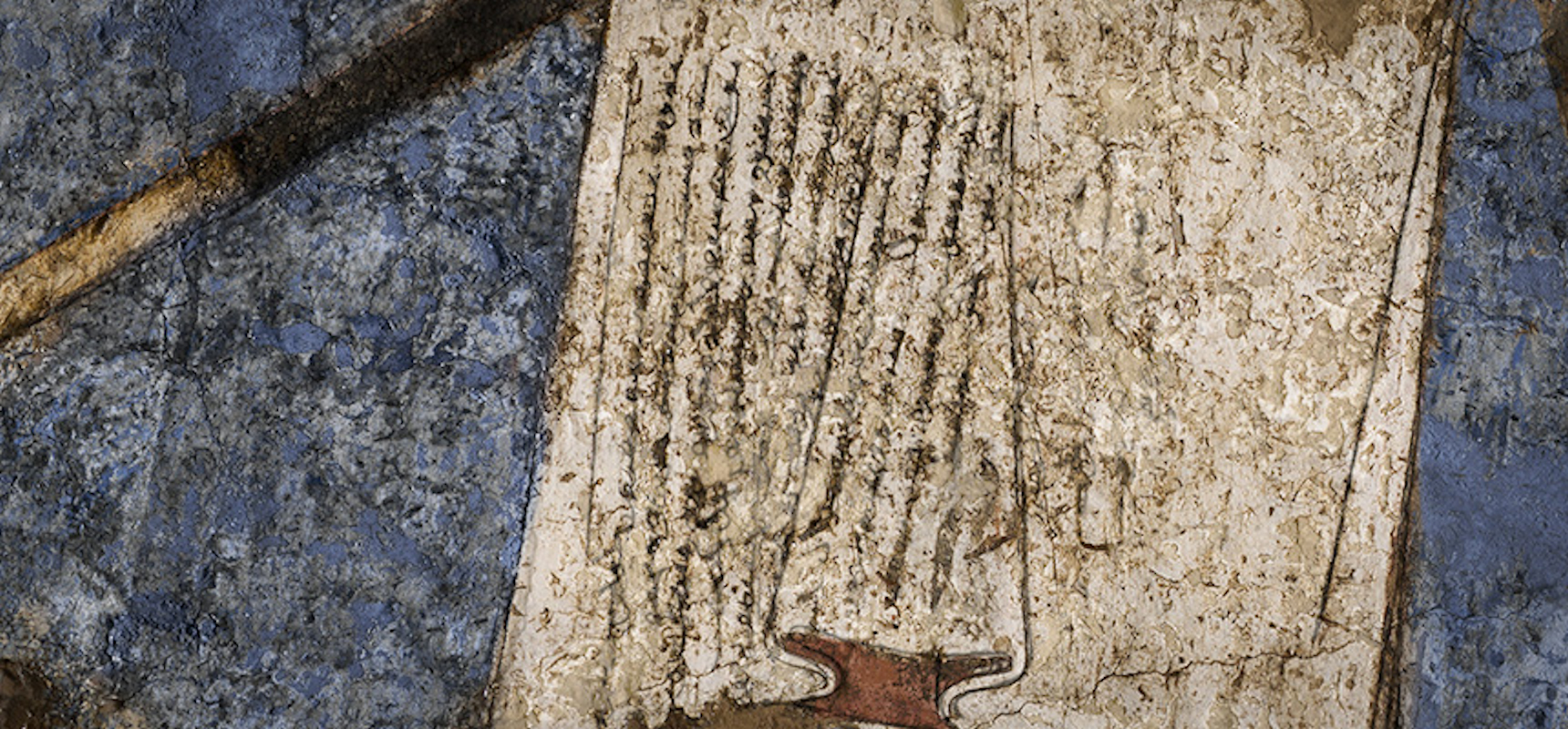
Согдийская надпись Афрасиаба

Ихшиды Согдианы со своей столицей в Самарканде хорошо засвидетельствованы в источниках во время и после мусульманского завоевания Центральной Азии. Ихшид держал в своих руках высшую власть и в то же время он одновременно носил и титул афшина Самарканда. Ихшидами также могли стать афшины из других городов и регионов, в таком случае они афшинами Самарканда не титуловались. Возможна была и ситуация, когда правитель Согдианы титула ихшида так и не получал, в таком случае он, занимая трон ихшида, именовался афшином Согдианы.
Первым ихшидом был Шишпир, родом из Кеша. Известны имена восьми согдийских ихшидов — правителей Самарканда: Шишпир (642—655), Вархуман (650/655—690), Тукаспадак (696—698), Мастан-Навиан (698—700), Тархун (700—710), Гурек (710—718 и 722—738), Деваштич (718—720), Тургар (738—750).
Обычно в арабских источниках титул ихшид приравнялся к арабскому титулу малик.
В 700 году «народ поставил» Тархуна — Лившиц В. А. предполагал, что это тюркское имя, тогда как Смирнова О. И., основываясь на идентичности родовых знаков на дошедших до нас монетах ихшидов, а также на свидетельствах трёх китайских хроник той эпохи, предполагает сохранение преемственности самаркандской династии, происходящей из юэчжей. В 710 г. Тархун был низложен самаркандской знатью за уступчивость арабам и в отчаянии лишил себя жизни, либо, согласно другой версии, был убит своим преемником.
Среди наиболее заметных и властных согдийских царей был Гурек, который пришёл к власти после Тархуна и смог долгое время держать автономию и баланс между расширяющимся Халифатом с юга и Тюргешским каганатом с севера.
Однако, Гурек, потерпев поражение от наместника Хорасана Кутейбы ибн Муслима в 712 году, вынужден был признать власть арабов. Ихшид Гурек обязался выплатить две тысячи дирхемов сразу и двести тысяч дирхемов каждый год. В дальнейшем борьба против арабов продолжилась после смерти Кутейбы в 715 году.
Династия ихшидов в Самарканде была ликвидирована персом Абу Муслимом в 750 году, когда он захватил Самарканд.
Арабские источники сообщают, что титул ихшид также использовался правителями Ферганы в тот же период. Как сообщает Ибн аль-Асир именно ихшид из Ферганы обратился к китайцам за помощью против арабов, что привело к битве при Таласе.
Титул вышел из употребления в Согдиане, после ликвидации халифатом государства согдийцев в середине VIII века, однако престиж титула в Центральной Азии оставался высоким даже после арабских завоеваний до X века, В 939 году Аббасидский халиф Ар-Ради Биллах даровал титул ихшида своему наместнику в Египте, Сирии и Месопотамии — ферганскому тюрку Мухаммеду ибн Тугадж Абу-Бекру. Объяснял свое решение халиф тем, что дед Абу-Бекра был родом из Ферганы. Позднее в 940 году Абу-Бекр вышел из под власти халифата и основал в Египте династию известная как династия Ихшидидов. Династия просуществовала до 969 года. После смерти Кафура в 968 году четвёртый халиф фатимидов Аль-Муизз Лидиниллах свергнул внука Абу-Бекра последнего ихшида Египта — Ахмад-Абуль Фавариса.

## Согдийские ихшиды
- Шишпир (правил в 642—655)
- Вархуман (650-655-690)
- Тукаспадак (696—698)
- Мастан-Навиан (698—700)
- Тархун (700—710)
- Гурек (710—718 и 722—738)
- Деваштич (718—720)
- Тургар (738—750)

## Галерея

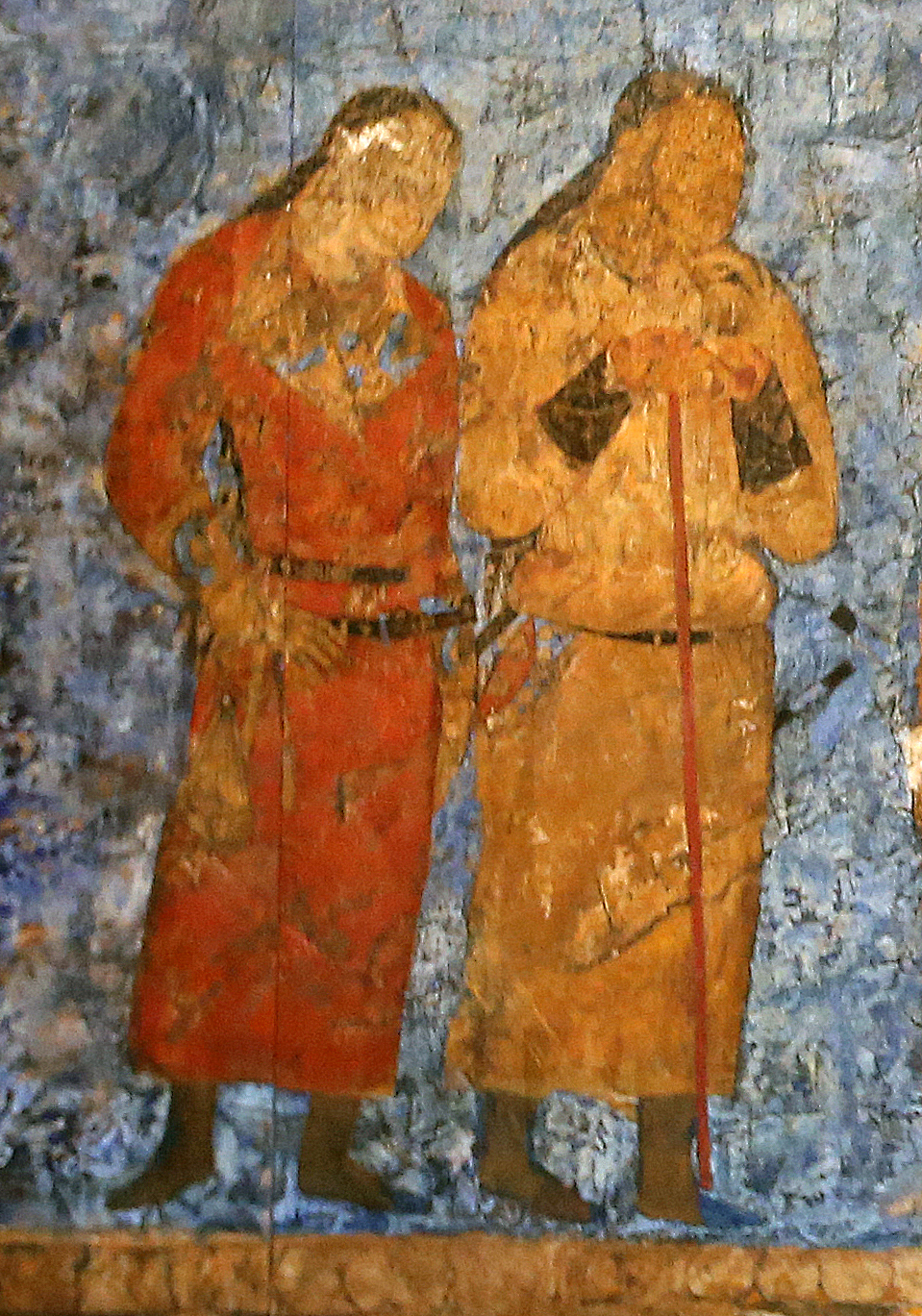
Тюркские офицеры во время аудиенции у ихшида Самарканда Вархумана. 648-651 гг. н. э., фрески Афрасиаба, Самарканд[12].
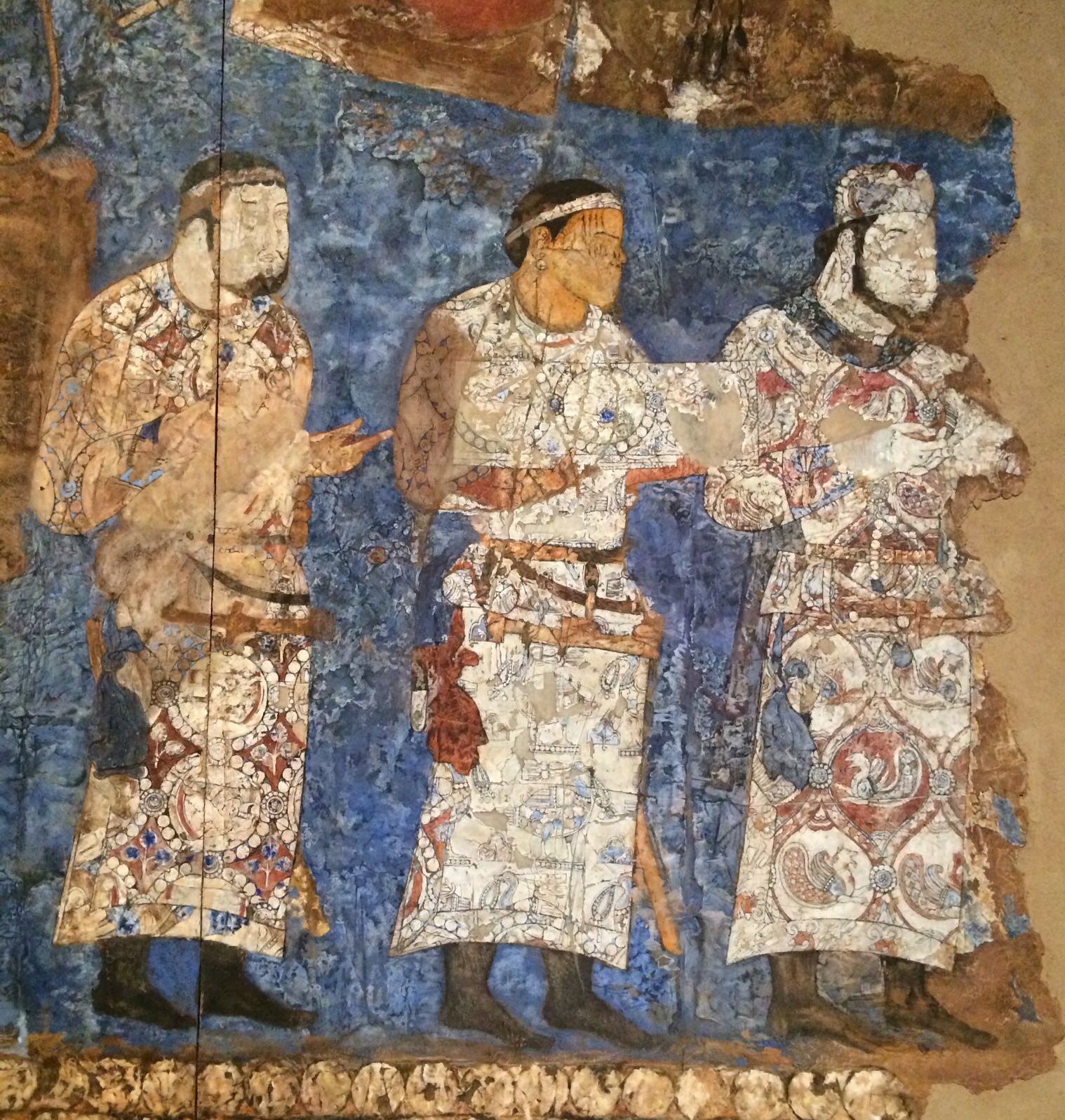
Послы из Чаганиана (центральная фигура, надпись на шее) и Чача (современный Ташкент) к царю самаркандскому Вархуману. 648-651 гг. н. э., фрески Афрасиаба, Самарканд[13][14][15]. У делегата справа на платье рисунок Симурга[16].
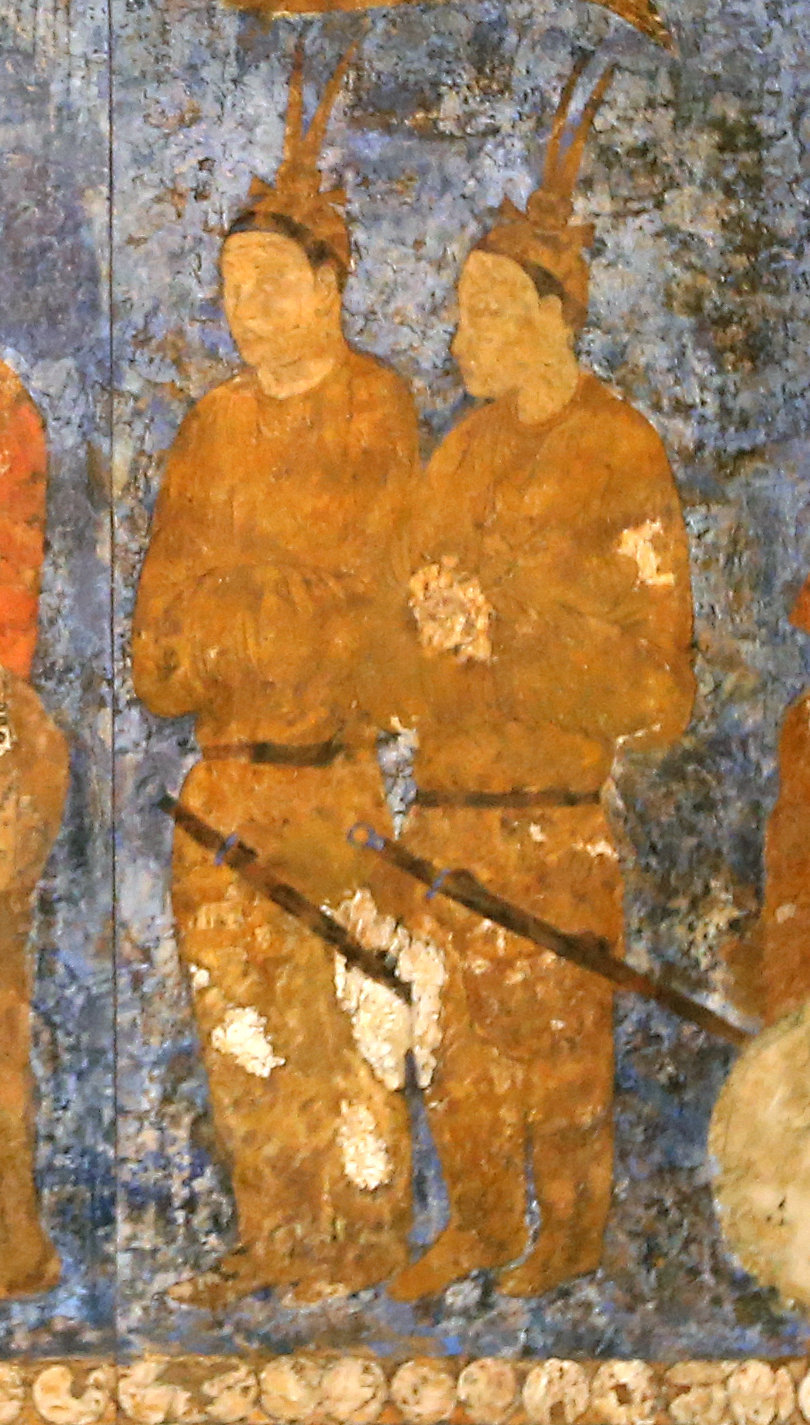
Корейские послы во время аудиенции у царя Самарканда Вархумана. Их можно узнать по двум перьям на макушке[17]. 648-651 гг. н. э., Афрасиаб, Самарканд[18][19].
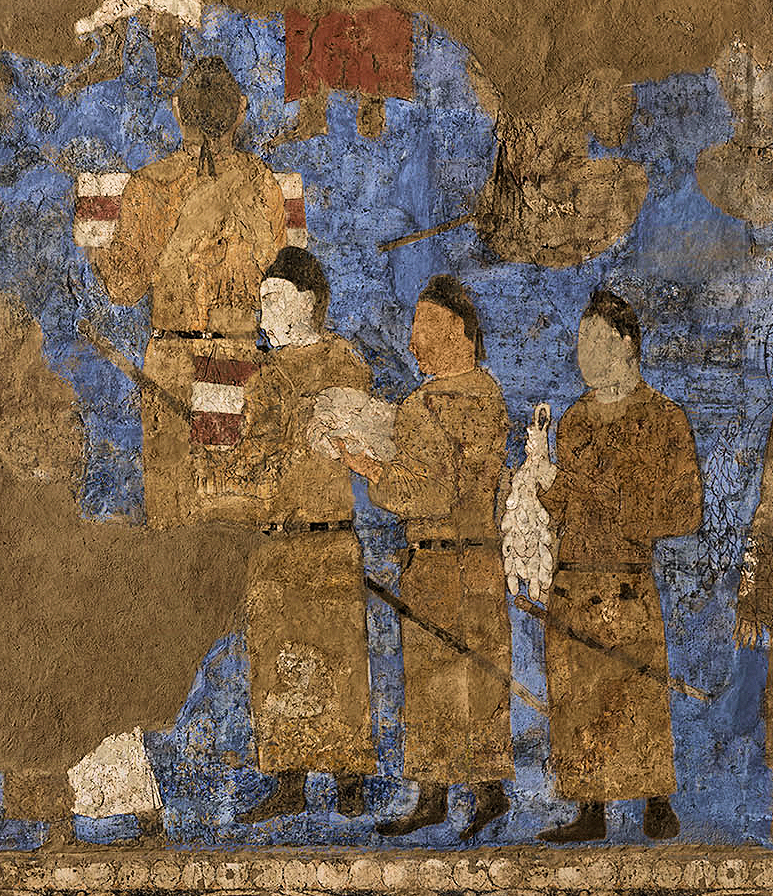
Эмиссары империи Тан при дворе Вархумана в Самарканде несут шёлк и нить коконов тутового шелкопряда, 648-651 гг. н. э., фрески Афрасиаба, Самарканд